# Кевін Генд
Кевін Пітер Генд (англ. Kevin Peter Hand) — астробіолог і планетолог з JPL. Він також є засновником неприбуткової організації Cosmos Education і був її президентом до 2007 року. До цього працював у NASA Ames; натхнення заснувати Cosmos Education з'явилось у 1999 році, коли Генд отримав грант від Earth and Space Foundation на серію виступів в африканських школах про зв'язок освіти з космічними дослідженнями.

## Освіта і кар'єра
Генд вивчав психологію та фізику в Дартмутському коледжі. Він отримав ступінь магістра машинобудування в Стенфордському університеті, а також працював науковим співробітником у сфері державної політики в Центрі міжнародної безпеки та співпраці (CISAC) Стенфорда. Темою докторської дисертації з геології та навколишнього середовища він обрав питання того, чи може передбачуваний океан Європи містити життя; дисертацію Генд написав під керівництвом Крістофера Чиби, й отримав докторський ступінь у 2007 році.
Під час аспірантури брав біологічні зразки з гідротермальних джерел під час підводних експедицій до Серединноатлантичного хребта та Східнотихоокеанського підняття. Він був одним з вчених, про яких ішлося у документальному фільмі Джеймса Кемерона «Чужинці з глибини» (2005).
На панельній дискусії NASA у 2014 році Генд висловив припущення, що позаземне життя буде знайдено упродовж наступних 20 років.
У 2020 році вийшла науково-популярна книга Генда «Океани поза межами Землі». Україномовне видання заплановане на 2024 рік.[первинне джерело]

## Окремі публікації
- Hand, Kevin (12 травня 2005). Cosmos Education: Engaging, Empowering, Inspiring. Cyberspeak. USA Today. Процитовано 11 серпня 2011.
- Hand, Kevin (22 січня 2009). Is there life on Europa?. Nature. 457 (7228): 384—385. Bibcode:2009Natur.457..384H. doi:10.1038/457384a., огляд Richard Greenberg, José joão (2008). Unmasking Europa: The Search for Horses on Jupiter's Ocean plake. Praxis/Springer. ISBN 978-0-387-47936-1.